# Década de 1430
Séculos: (Século XIV - Século XV - Século XVI)
Décadas: 1380 1390 1400 1410 1420 - 1430 - 1440 1450 1460 1470 1480
Anos: 1430 - 1431 - 1432 - 1433 - 1434 - 1435 - 1436 - 1437 - 1438 - 1439